# سادووی (شهرستان میاکینسکی، باشقیرستان)
سادووی (انگلیسی: Sadovy, Miyakinsky District, Republic of Bashkortostan) یک شهرک در شهرستان میاکینسکی استان باشقیرستان کشور روسیه است.